# Лаврентьево (Мордовия)
Лаврентьево — село, центр сельской администрации в Темниковском районе. Население 190 чел. (2001), в основном русские.
Расположено на реке Лавов в 28 км от районного центра и 73 км от железнодорожной станции Торбеево. Название-антропоним: владельцем этого населенного пункта был Лаврентий Тепеев, служилый татарин на Темниковской засечной черте, о чём упомянуто в «Спорном деле о земле помещика Полоченинова с Саровским монастырём» (1731). В «Списке населённых мест Тамбовской губернии» (1866) Лаврентьево — сельцо владельческое из 55 дворов (397 чел.) Темниковского уезда. По сельскохозяйственному налоговому учёту 1930 г., в Лаврентьеве было 173 двора (825 чел.). В 1930-е гг. был создан колхоз «Красное знамя», с начала 1990-х гг.— СХПК, с 1999 г. — 2 К(Ф)Х. В селе функционируют основная школа, Дом культуры, отделение связи, медпункт, магазин. Лаврентьево — родина Героя Советского Союза А. И. Семикова. В Лаврентьевскую сельскую администрацию входят пос. Весёлый (84 чел.), Малиновка (6), Шумиловка (6), Юзга (1), д. Николаевка (12 чел).